# Indianapolis 500 1990

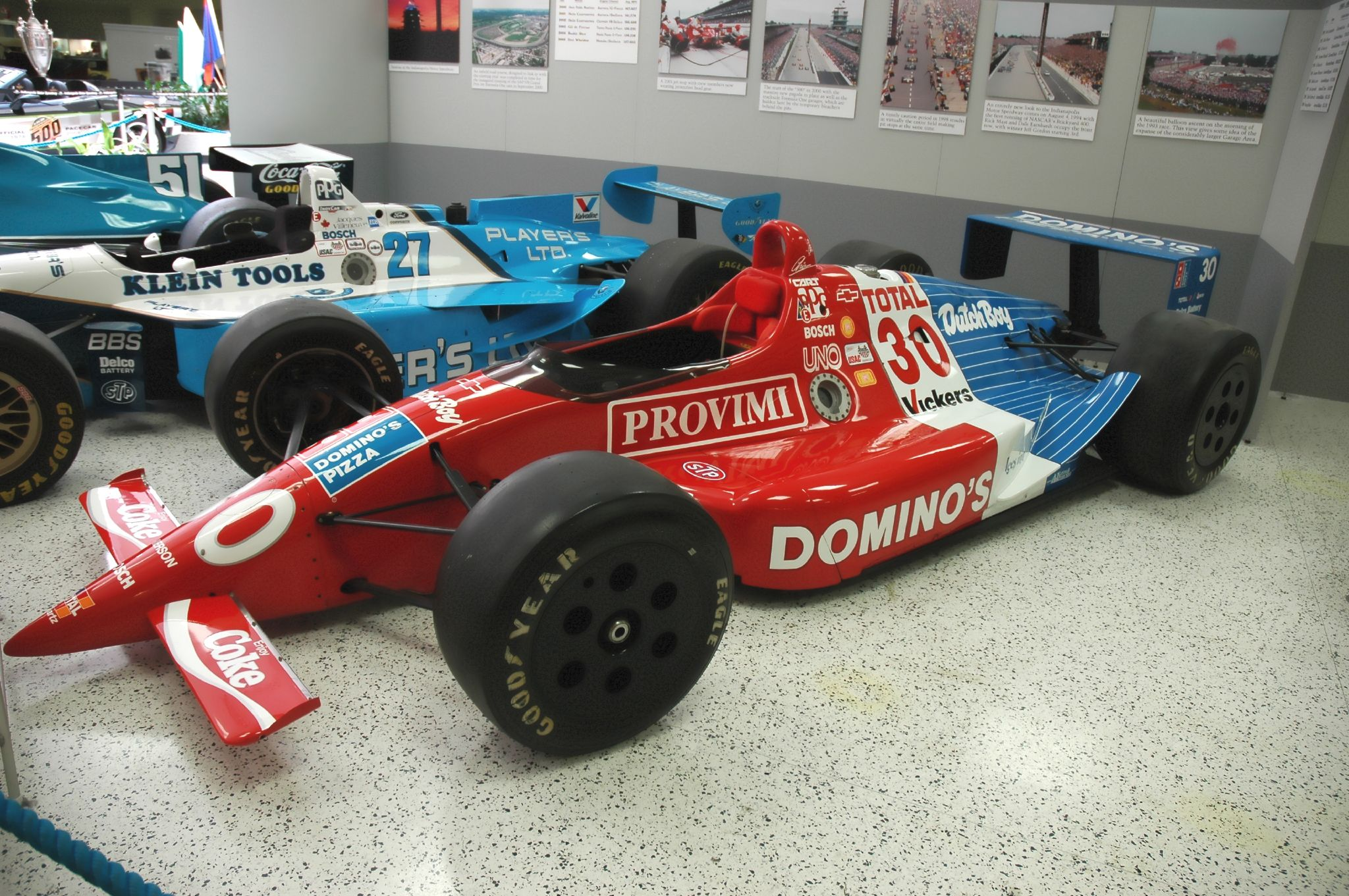
Das Siegerauto 1990 von Shierson Racing

Das 74. Indianapolis 500 (offiziell 74th Running of the Indianapolis 500) auf dem Indianapolis Motor Speedway fand am 27. Mai 1990 statt und ging über eine Distanz von 200 Runden à 4,023 km, was einer Gesamtdistanz von 804,672 km entspricht.

## Startaufstellung
| Reihe | Innen | Innen                 | Mitte | Mitte            | Außen | Außen             |
| ----- | ----- | --------------------- | ----- | ---------------- | ----- | ----------------- |
| 1     | 1     | Emerson Fittipaldi    | 2     | Rick Mears       | 30    | Arie Luyendyk     |
| 2     | 18    | Bobby Rahal           | 3     | Michael Andretti | 6     | Mario Andretti    |
| 3     | 5     | Al Unser jr.          | 14    | A. J. Foyt       | 7     | Danny Sullivan    |
| 4     | 41    | John Andretti         | 86    | Dominic Dobson   | 12    | Randy Lewis       |
| 5     | 16    | Tony Bettenhausen jr. | 25    | Eddie Cheever    | 11    | Kevin Cogan       |
| 6     | 23    | Tero Palmroth         | 19    | Raul Boesel      | 51    | Gary Bettenhausen |
| 7     | 21    | Geoff Brabham         | 70    | Didier Theys     | 28    | Scott Goodyear    |
| 8     | 29    | Pancho Carter         | 4     | Teo Fabi         | 39    | Dean Hall         |
| 9     | 9     | Tom Sneva             | 22    | Scott Brayton    | 97    | Stan Fox          |
| 10    | 20    | Roberto Guerrero      | 15    | Jim Crawford     | 40    | Al Unser          |
| 11    | 81    | Billy Vukovich III    | 93    | John Paul jr.    | 56    | Rocky Moran       |

## Klassifikationen

### Endergebnis
| Pos. | Nr. | Fahrer                 | Team                     | Chassis | Motor           | Rd. | Zeit/Rückstand               | Start |
| ---- | --- | ---------------------- | ------------------------ | ------- | --------------- | --- | ---------------------------- | ----- |
| 1    | 30  | Arie Luyendyk          | Shierson Racing          | Lola    | Ilmor-Chevrolet | 200 | 2:41:18.404 Std. 185,981 mph | 3     |
| 2    | 18  | Bobby Rahal (W)        | Galles Racing            | Lola    | Ilmor-Chevrolet | 200 | 0:00:11,878                  | 4     |
| 3    | 1   | Emerson Fittipaldi (W) | Team Penske              | Penske  | Ilmor-Chevrolet | 200 | 0:00:41.719                  | 1     |
| 4    | 5   | Al Unser jr.           | Galles Racing            | Lola    | Ilmor-Chevrolet | 199 | 1 Rd.                        | 7     |
| 5    | 2   | Rick Mears (W)         | Team Penske              | Penske  | Ilmor-Chevrolet | 198 | 2 Rd.                        | 2     |
| 6    | 14  | A. J. Foyt (W)         | Gilmore Racing           | Lola    | Ilmor-Chevrolet | 194 | 6 Rd.                        | 8     |
| 7    | 22  | Scott Brayton          | Dick Simon Racing        | Lola    | Cosworth DFS    | 194 | 6 Rd.                        | 26    |
| 8    | 25  | Eddie Cheever (R)      | Chip Ganassi Racing      | Penske  | Ilmor-Chevrolet | 193 | 7 Rd.                        | 14    |
| 9    | 11  | Kevin Cogan            | Granatelli Racing        | Penske  | Buick           | 191 | 9 Rd.                        | 15    |
| 10   | 28  | Scott Goodyear (R)     | Shierson Racing          | Lola    | Judd            | 191 | 9 Rd.                        | 21    |
| 11   | 70  | Didier Theys           | Granatelli Racing        | Penske  | Buick           | 190 | 10 Rd.                       | 20    |
| 12   | 23  | Tero Palmroth          | Dick Simon Racing        | Lola    | Ilmor-Chevrolet | 188 | 12 Rd.                       | 16    |
| 13   | 40  | Al Unser (W)           | Patrick Racing           | March   | Alfa Romeo      | 186 | 14 Rd.                       | 30    |
| 14   | 12  | Randy Lewis            | Arciero Racing           | Penske  | Buick           | 186 | 14 Rd.                       | 12    |
| 15   | 15  | Jim Crawford           | Team Menard              | Lola    | Buick           | 183 | 17 Rd.                       | 29    |
| 16   | 93  | John Paul jr.          | Mann Motorsports         | Lola    | Buick           | 176 | 24 Rd.                       | 32    |
| 17   | 39  | Dean Hall (R)          | Dale Coyne Racing        | Lola    | Ilmor-Chevrolet | 165 | Kühlung                      | 24    |
| 18   | 4   | Teo Fabi               | Porsche Motorsports      | March   | Porsche         | 162 | Antrieb                      | 23    |
| 19   | 21  | Geoff Brabham          | Truesports               | Lola    | Judd            | 161 | 39 Rd.                       | 19    |
| 20   | 3   | Michael Andretti       | Newmann/Haas Racing      | Lola    | Ilmor-Chevrolet | 146 | Handling                     | 5     |
| 21   | 41  | John Andretti          | Porsche Motorsports      | March   | Porsche         | 136 | Unfall                       | 10    |
| 22   | 86  | Dominic Dobson         | Bayside Motorsports      | Lola    | Ilmor-Chevrolet | 129 | Motor                        | 11    |
| 23   | 20  | Roberto Guerrero       | Patrick Racing           | March   | Alfa Romeo      | 118 | Aufhängung                   | 28    |
| 24   | 81  | Billy Vukovich III     | Hemelgarn Racing         | Lola    | Buick           | 102 | Motor                        | 31    |
| 25   | 56  | Rocky Moran            | Gohr Racing              | Lola    | Buick           | 88  | Motor                        | 33    |
| 26   | 16  | Tony Bettenhausen jr.  | Bettenhausen Motorsports | Lola    | Buick           | 76  | Motor                        | 13    |
| 27   | 6   | Mario Andretti (W)     | Newmann/Haas Racing      | Lola    | Ilmor-Chevrolet | 60  | Motor                        | 6     |
| 28   | 19  | Raul Boesel            | Truesports               | Lola    | Judd            | 60  | Motor                        | 17    |
| 29   | 29  | Pancho Carter          | Leader Card Racers       | Lola    | Ilmor-Chevrolet | 59  | Unfall                       | 22    |
| 30   | 9   | Tom Sneva (W)          | Granatelli Racing        | Penske  | Buick           | 48  | Lenkung                      | 25    |
| 31   | 51  | Gary Bettenhausen      | Team Menard              | Lola    | Buick           | 39  | Radlager                     | 18    |
| 32   | 7   | Danny Sullivan (W)     | Team Penske              | Penske  | Ilmor-Chevrolet | 19  | Unfall                       | 9     |
| 33   | 97  | Stan Fox               | Kent Baker Racing        | Lola    | Buick           | 10  | Getrieb                      | 27    |

(W)=früherer Gewinner / (R)=Rookie / alle Starter auf Goodyear-Reifen / Gelbphasen: 4 für 26 Rd.

## Führungsrunden
| Fahrer             | Team            | Anzahl |
| ------------------ | --------------- | ------ |
| Emerson Fittipaldi | Team Penske     | 128    |
| Bobby Rahal        | Galles Racing   | 37     |
| Arie Luyendyk      | Shierson Racing | 35     |